# TI-RADS
TI-RADS es un sistema de clasificación ecográfica que describe los hallazgos encontrados en un nódulo tiroideo mediante ecografía.
El sistema de categorización ecográfico de nódulos tiroideos TI-RADS (Thyroid Imaging Reporting and Data System) fue propuesto por Horvath en 2009con el objetivo de poder caracterizar todo tipo de nódulos tiroideos: benignos y no benignos, formas histológicas foliculares y no foliculares y así poder definir cuáles nódulos tiroideos son electivos para BAAF/PAAF (biopsia o punción y aspiración con aguja fina)esto basado enlas calcificaciones, vascularización, ecogenicidad y estructura del nódulo.El concepto original fue adaptar el concepto BI-RADS (Breast Imaging Reporting and Data System) a la patología tiroidea.El TI-RADS logra generar una clasificación junto a una descripción de los hallazgos encontrados por ultrasonido, definiendo tres patrones benignos, un patrón de nódulo sólido benigno y uno de nódulo maligno.Aunque esta clasificación se cita en la literatura médica, en la práctica su uso es de poca frecuencia.El ultrasonido idealmente debe ser con un transductor lineal de alta frecuencia (10-14 MHz) y que además cuente con capacidad Doppler.

## Criterios ecográficos de malignidad
1. Hipoecogenicidad.
2. Microcalcificaciones.
3. Nódulo parcialmente quístico con lobulación del componente sólido y ubicación excéntrica del componente líquido.
4. Invasión del parénquima tiroideo perinodular.
5. Taller than wide (más alto que ancho(>1))( Cuando el diámetro anteroposterior dividido por el transversal es >1 en nódulos mayores y menores a 1 cm más 2 de las siguientes características: ecogenicidad, microcalcificación, patrón vascular tipo II)[7]
6. Vascularización intranodal.

## Interpretación

### Clasificación TI-RADS modificada
- TI-RADS 1: Tiroides normal con ausencia de lesiones focales.
- TI-RADS 2: Patrón notoriamente benigno (0 % riesgo de malignidad).
- TI-RADS 3: Probablemente benigno (<5 % riesgo de malignidad) No otorga puntos.
- TI-RADS 4: 4a: Identidad incierta (5-10 % riesgo malignidad) 1 punto, 4b: Sospechoso (10-50 % riesgo malignidad) 2 puntos, 4c: Nódulo muy sospechoso (50-85 % riesgo de malignidad) otorga 3 a 4 puntos en escala.
- TI-RADS 5: Probablemente malignos (>85 % riesgo de malignidad) 5 o más puntos en la escala.
- TI-RADS 6: Malignidad ya detectada por biopsia o punción.

#### Características nodulares según la clasificación
- TI-RADS 1: Glándula tiroidea normal.
- TI-RADS 2: Quiste coloide típico, áreas anecoicas y manchas hiperecogénicas. Módulo mixto, no encapsulado con apariencia de malla, dado por áreas sólidas hipoecoicas y manchas hiperecoicas. Nódulo mixto, no encapsulado, isoecoico con manchas hiperecoicas y vascularizado.
- TI-RADS 3: Nódulo híper-, iso- o hipoecoico parcialmente encapsulado con vascularización periférica con aspecto sugestivo de tiroiditis de Hashimoto.
- TI-RADS 4: 4a: Patrón neoplásico simple, Patrón de Quervain, Patrón neoplásico sospechoso. 4b: nódulo sólido hipoecoico, no encapsulado con forma y márgenes mal definidos, vascularizado y con o sin calcificaciones.
- TI-RADS 5: Nódulo sólido, no encapsulado, isoecoico o hipoecoico, hipervascularizado y con múltiples calcificaciones.
- TI-RADS 6: Nódulo mixto, isoecoico, hipervascularizado y no encapsulado con o sin calcificaciones que ya han sido confirmados por biopsia previa.

##### Consideraciones diagnósticas por clasificación
- TI-RADS 1: tamaño y ecogenicidad conservados , homogénea y sin nódulos quistes ni calcificaciones.
- TI-RADS 2: tiroiditis de Hashimoto, tiroiditis de De Quervain, enfermedad de graves, lesiones coroideas, clasificación intraparenquimatosa. Seguimiento ecográfico anual.
- TI-RADS 3: nódulos coloideos hiperplásicos eco-benignos de hasta 2-3 cm, pseudonódulos en tiroiditis de Hashimoto. Seguimiento ecográfico semestral/ anual.
- TI-RADS 4: nódulos hipoecogénicos, encapsulados con calcificaciones, áreas hipoecogénicas con o sin microcalcificaciones en tiroiditis de Hashimoto, nódulos mixtos. Recomendación de punción (PAAF) y estudió histología.
- TI-RADS 5: nódulos con patrones malignos, adenopatía más nódulo sospechoso ipsilateral. BAAF indispensable.
- TI-RADS 6: nódulos malignos ya confirmados por punción, aún no operados o recidiva de cáncer conocido en seguimiento.